# Embajada de España en los Emiratos Árabes Unidos
La Embajada de España en los Emiratos Árabes Unidos es la máxima representación legal del Reino de España en los Emiratos Árabes Unidos.

## Embajador
El actual embajador es Íñigo de Palacio España, quien fue nombrado por el gobierno de Pedro Sánchez el 7 de septiembre de 2021.

## Misión diplomática
El Reino de España posee representación en el país a través la embajada en la capital del país, Abu Dabi, y una oficina económica y comercial  en la ciudad de Dubái.

## Historia
Las relaciones entre España y los Emiratos Árabes Unidos se iniciaron en 1971, cuando el país árabe alcanzó la independencia del Reino Unido, quien había ejercido el protectorado sobre los Estados de la Tregua desde 1853. Hasta 1972 la embajada española en Kuwait se encargaba de los asuntos consulares en los Emiratos Árabes Unidos, fue entonces cuando el gobierno español decidió abrir una embajada en Abu Dabi, si bien, esta no fue efectiva hasta 1977.

## Demarcación
Entre 1978 y 1993 estuvo activa la demarcación de los Emiratos Árabes Unidos que incluía a:
- Estado de Catar: en 1972 se establecieron relaciones entre España y Catar, y los asuntos diplomáticos quedaron a cargo de la Embajada española en Kuwait hasta 1978 cuando pasaron a depender de la Embajada española de Abu Dabi en los Emiratos Árabes Unidos. Finalmente, en 1993 se creó la misión diplomática permanente en Doha, capital de Catar.[4]